# Thomas Dasquet
Thomas Dasquet (ur. 3 czerwca 1994 w Argenteuil) – francuski piłkarz grający na pozycji środkowego obrońcy. W sezonie 2020/2021 nie ma klubu.